# Dolichotis
Il marà (Dolichotis, Desmarest, 1820), detto anche lepre di Patagonia, è un mammifero, la cui forma morfologica ricorda sia la cavia che la lepre (dove mostrano una similitudine anche comportamentale per via dei caratteristici salti e corse). Tuttavia la sua somiglianza alla lepre è un caso di convergenza evolutiva, ma non sono specie imparentate. Infatti il Dolichotis è un roditore, stretto parente delle cavie, mentre la lepre appartiene ai lagomorfi.
Vi sono due specie di marà: il marà della Patagonia, Dolichotis patagonum (più grande nelle dimensioni), e il marà del Chaco, Dolichotis salinicola. Le dimensioni variano da 75 a 45 cm di lunghezza, con 4 dita nelle zampe anteriori.

## Distribuzione
Roditori diurni, diffusi nell'America del Sud, soprattutto in Argentina, dove l'allevamento delle pecore, l'introduzione della lepre con le sue malattie e la rapida diffusione hanno comportato una diminuzione delle due specie. Le femmine partoriscono da 2 ai 5 figli e durante i periodi di gestazione passano buona parte della giornata alla ricerca di cibo mentre i maschi se ne restano sui prati, all'erta per l'arrivo di eventuali predatori.

## Galleria d'immagini

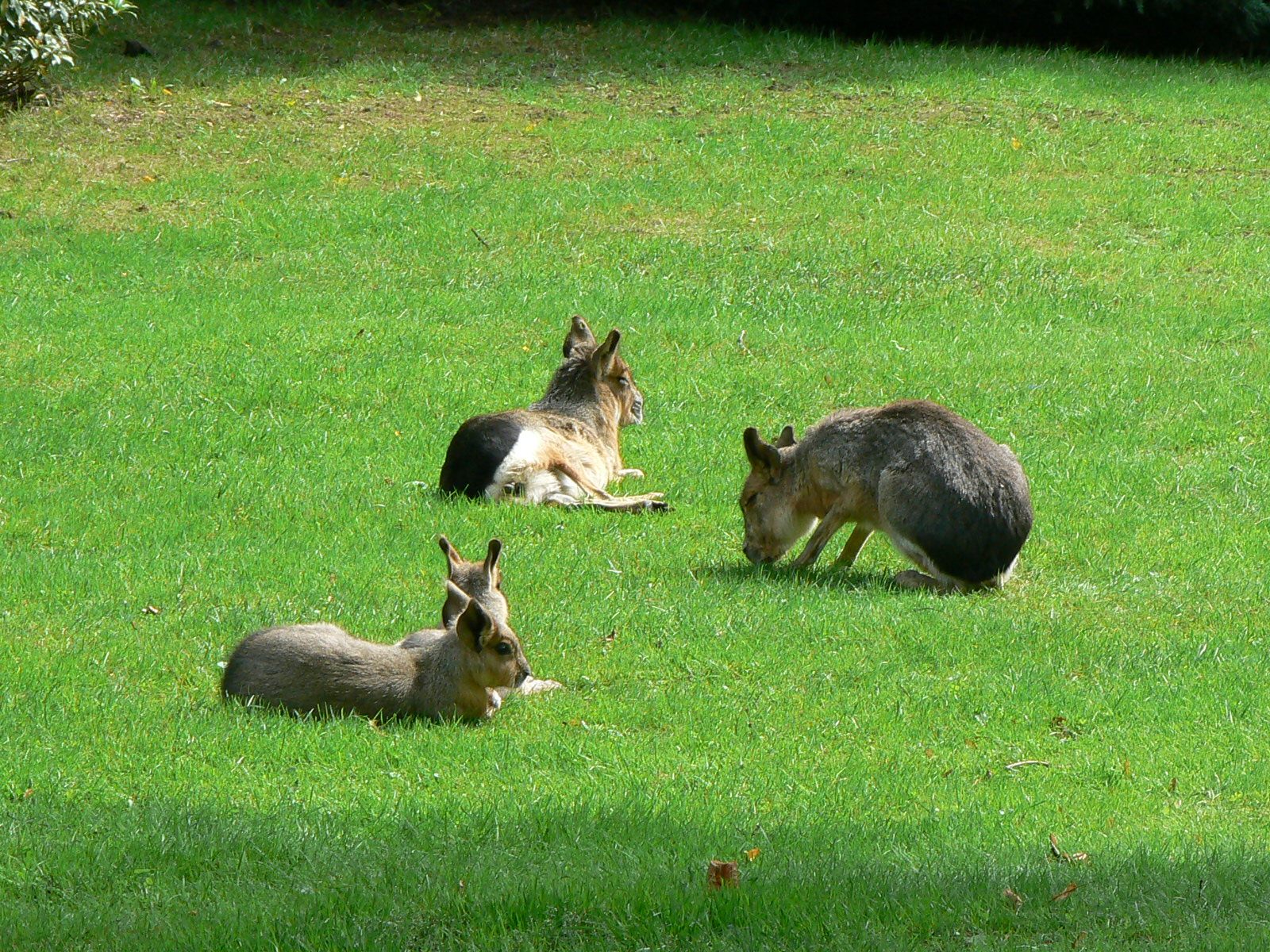
Quattro marà su un prato.
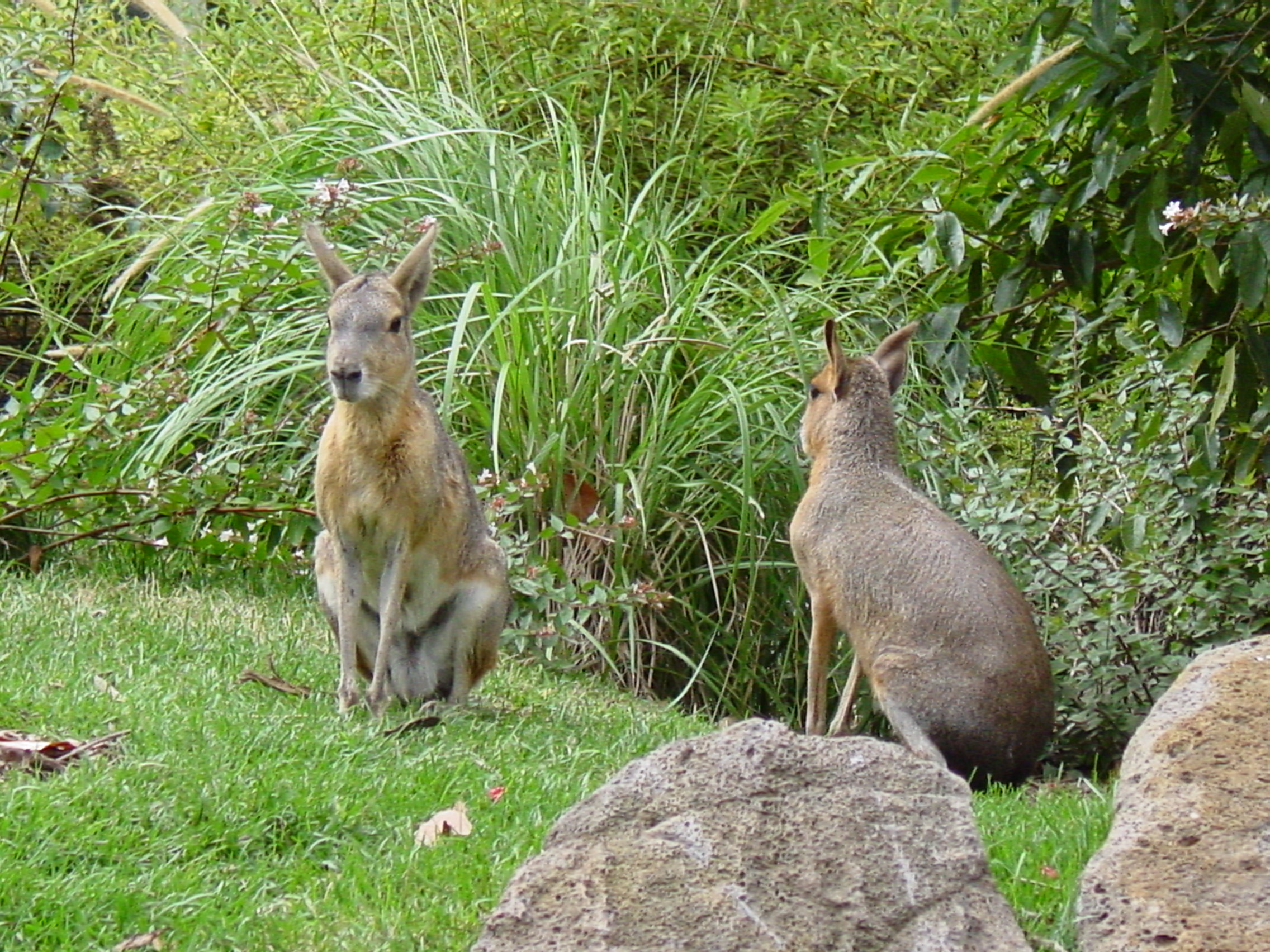
Una coppia di marà della Patagonia allo zoo di Melbourne.
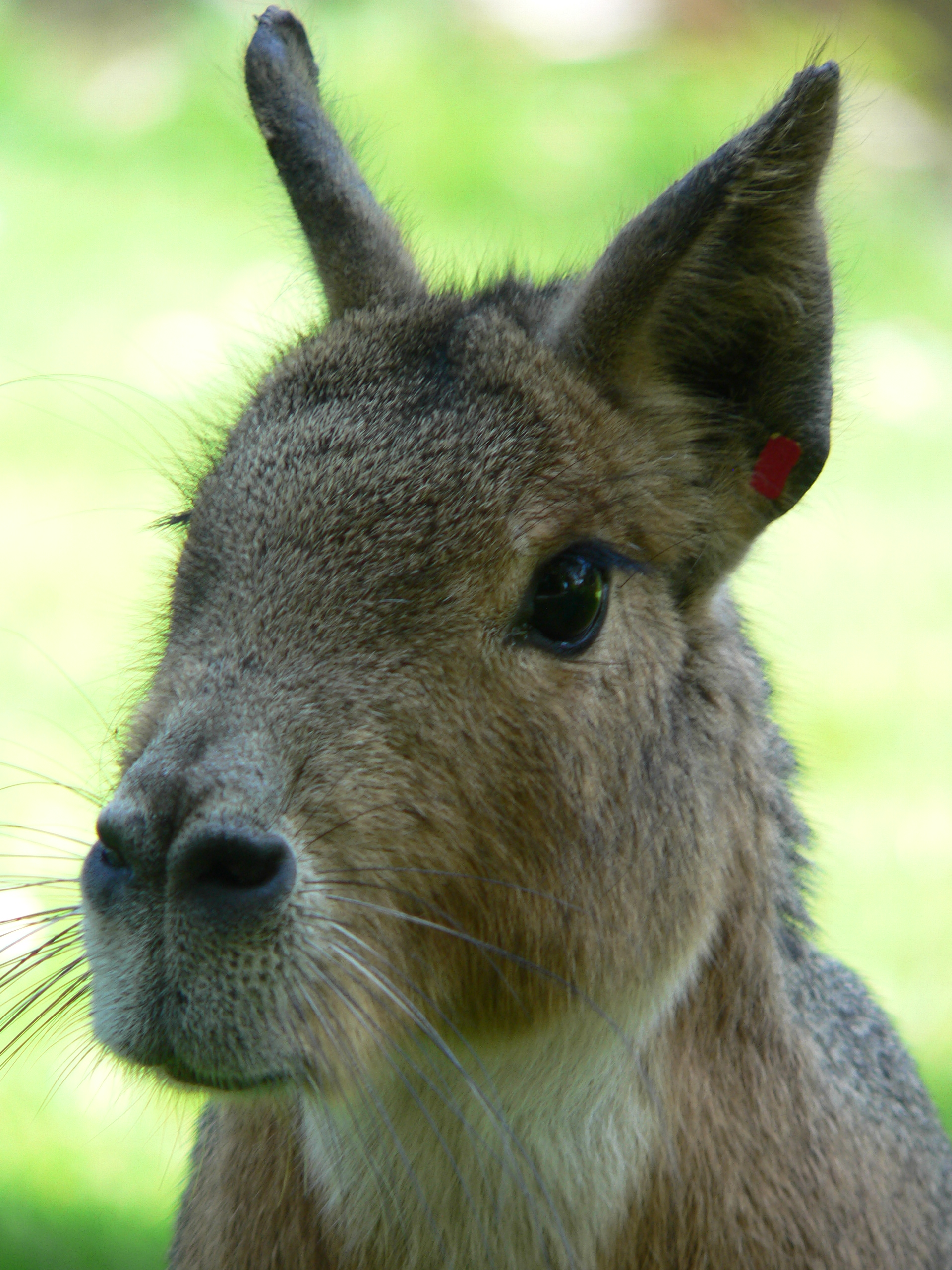
Primo piano
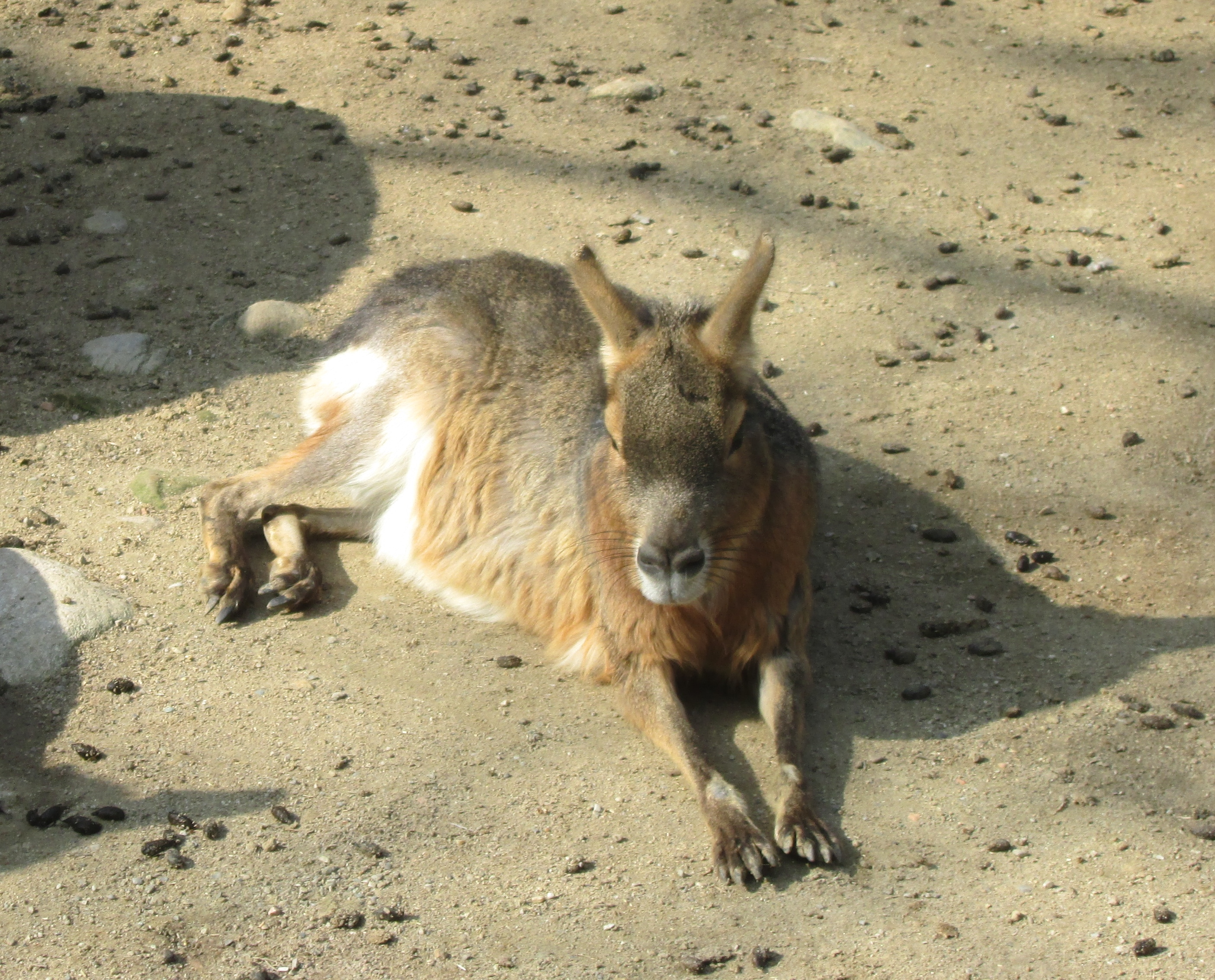
Marà al Parco faunistico Le Cornelle
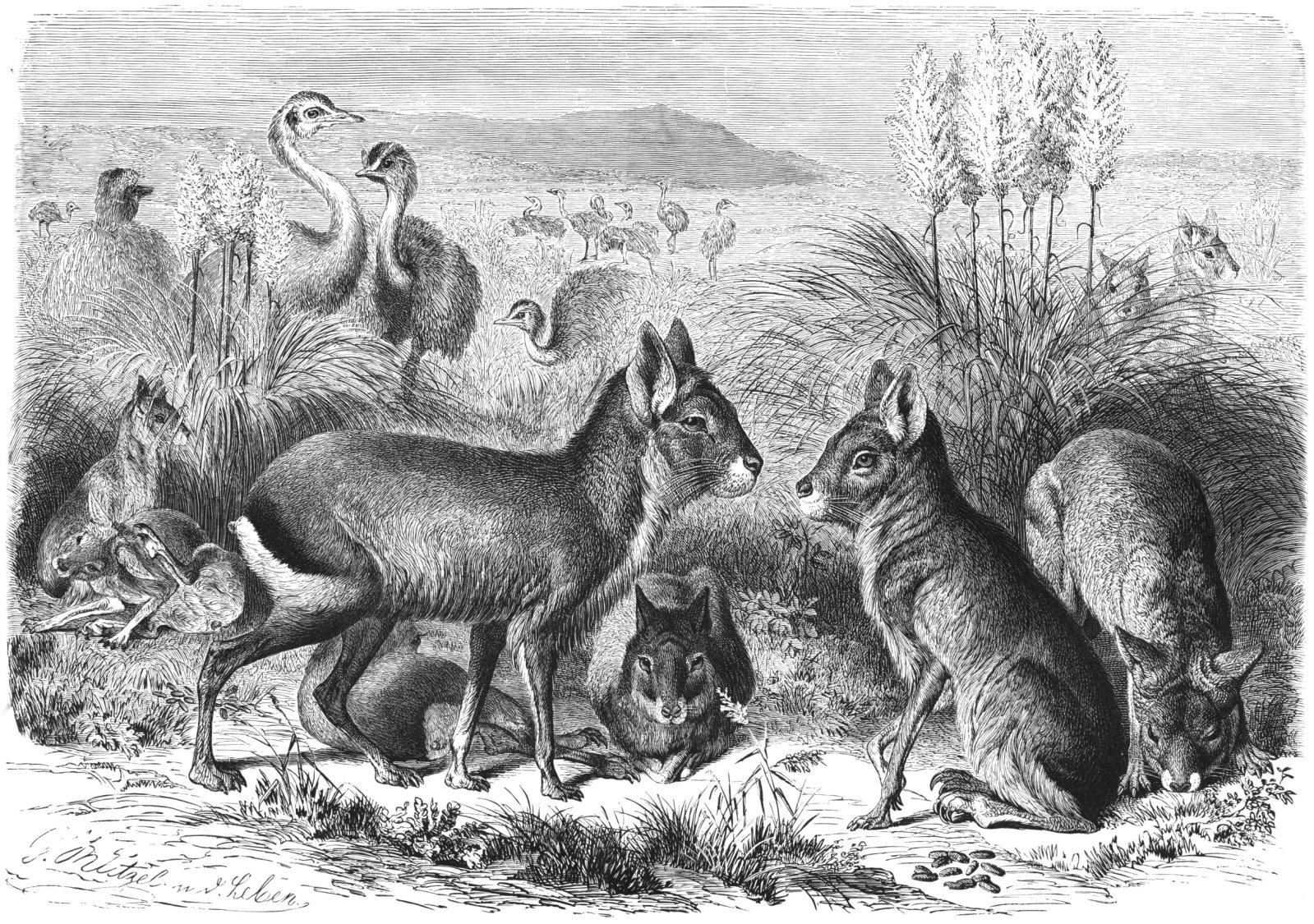
Marà in un disegno da Vita degli Animali di A. E. Brehm